# Eusebi Pascual i Casas
Eusebi Pascual i Casas (Barcelona, 1837 - 19 d'abril de 1883) fou un advocat, polític, periodista i escriptor català, diputat a les Corts Espanyoles durant el Sexenni democràtic.

## Biogràfic
Estudià dret i el 1858 s'inicià com a poeta en català. El 1863 fou mantenidor i secretari dels Jocs Florals de Barcelona i el 1866 fundà el diari La Asociación, de tendència obrerista. El 1867 es traslladà a Madrid, on participà en la revolució de 1868 i va militar en el Partit Republicà Democràtic Federal, amb el que fou elegit diputat per Vic a les eleccions generals espanyoles de 1869 en substitució de l'almirall Juan Bautista Topete, tot i que després va deixar l'escó a Lluís Maria de Llauder i Dalmases. Fou novament elegit diputat per Arenys de Mar a les eleccions generals espanyoles de 1871, agost de 1872 i 1873.
Quan es produí la restauració borbònica es va alinear amb Emilio Castelar i s'afilià al Partit Republicà Possibilista. El 1878 fundà a Barcelona el diari La Publicidad amb Eusebi Corominas i Cornell, on va publicar els primers texts de Josep Narcís Roca i Farreras.
Reposa el Cementiri de Montjuïc.

## Obres
- Los trobadors nous (1858) recull de poemes de diferents autors, fet per Antoni de Bofarull
- Los trobadors moderns (1859), recull de poemes de diferents autors fet per Víctor Balaguer